# The feed-back
The Feed-back è considerato il terzo album del Gruppo di Improvvisazione Nuova Consonanza, che per l'occasione prese il nome omonimo dell'album. The Feed-back fu prodotto dalla RCA Italiana nel 1970 e non fu più ristampato per lungo tempo, divenendo così un raro oggetto per collezionisti e toccando il valore di 1500 euro.

## Tracce
Lato A
1. The Feed-back
2. Quasars

Lato B
1. Kumalo